# 伍佑站
伍佑站位于江苏省盐城市亭湖区伍佑街道，是新长铁路上的中间站。车站目前由上海局集团新长车务段盐城车间管理，目前仅办理货运业务，主要负责悦达起亚汽车二、三工厂生产汽车的外运，和盐城北站成为盐城市区主要的货运站。
盐城市曾主要的货运车站为建湖站。由于徐盐客运专线建设影响，建湖站货场停用。2015年12月31日，盐城市政府与上海铁路局签订了东风悦达起亚商品车铁路装车基地项目建设合作框架协议，决定在原伍佑线路所处新建伍佑装车基地。项目于2016年5月开工，新建3条到发线、2条货运线，2017年2月建成开站。